# Sasak (Sprache)
Sasak ist eine auf Lombok vom Volk der Sasak gesprochene Sprache. Sie gehört zu den West-malayo-polynesische Sprachen der malayo-polynesischen Sprachen innerhalb der austronesischen Sprachen. Sie ist eng verwandt mit den balinesischen Sprachen und den Sprachen der Westhälfte von Sumbawa. Sie wurde früher in balinesischer Schrift und wird heute in lateinischer Schrift geschrieben.
Es gibt fünf Dialekte:
- Kuto-Kute (Nord-Sasak)
- Nggeto-Nggete (Nordost-Sasak)
- Meno-Mene (Zentral-Sasak)
- Ngeno-Ngene (Zentral-Ost-Sasak, Zentral-West-Sasak)
- Meriaq-Meriku (Zentral-Süd-Sasak)